# Lordiphosa antillaria
Lordiphosa antillaria är en tvåvingeart som först beskrevs av Toyohi Okada 1984.  Lordiphosa antillaria ingår i släktet Lordiphosa och familjen daggflugor.
Artens utbredningsområde är Taiwan. Inga underarter finns listade i Catalogue of Life.